# カーロウ統監
カーロウ統監（カーロウとうかん、英語: Lord Lieutenant of Carlow）は、イギリスの官職。統監の1つで、カーロウ県を担当する。1831年首席治安判事（アイルランド）法（Custos Rotulorum (Ireland) Act 1831）により、Governor職を置き換える形で設立され、カーロウ首席治安判事も兼任する。1922年に建国したアイルランド自由国では統監が任命されなくなったが、法律自体は残り、1983年制定法整理法で正式に廃止された。

## 一覧
- 1831年10月17日 – 1838年：第4代ベスバラ伯爵ジョン・ポンソンビー[3]
- 1838年11月 – 1880年1月28日：第5代ベスバラ伯爵ジョン・ポンソンビー[3]
- 1880年3月25日 – 1889年12月25日：アーサー・マクマロー・カヴァナー（英語版）[3]
- 1890年2月26日 – 1922年：第2代ラスドネル男爵トマス・マクリントック＝バンベリー[3]